# 超星団
超星団(Super star cluster)は、球状星団になる前の段階と考えられている非常に大きな領域である。銀河系のいわゆる"Ultra dense H II regions (UDHIIs)"のように、通常、周囲のHII領域をイオン化させた非常に多くの若い大質量恒星を含む。超星団のHII領域は、塵の繭に囲まれている。多くの場合は、恒星とHII領域は減光が大きいために光学的に観測することはできない。結果として、最も若い超星団は、電波や赤外線の波長で最も観測しやすくなる。
超星団のユニークな特徴は、その大きな電子密度{\displaystyle n_{e}=10^{3}}–{\displaystyle 10^{6}} cm{\displaystyle ^{-3}}と圧力{\displaystyle P/}{\displaystyle k_{b}}{\displaystyle =10^{7}}–{\displaystyle 10^{10}} K cm{\displaystyle ^{-3}}である。
他の銀河には多くの超星団があるが、銀河系の超星団は恐らくWesterlund 1のみである。

## リスト
| 名前         | 銀河         | 備考                           | 出典  |
| ------------ | ------------ | ------------------------------ | ----- |
| Westerlund 1 | 銀河系       | 銀河系で初めて発見された超星団 | [ 5 ] |
| R136         | 大マゼラン雲 | 超星団のプロトタイプ           | [ 6 ] |
|              | NGC 1569     | 2つの超星団を含む銀河          | [ 7 ] |